# Річард Сандовал
Річард Сандовал (англ. Richard Sandoval, 18 жовтня 1960 — 21 липня 2024) — американський професійний боксер, чемпіон світу за версією WBA (1984—1986) в легшій вазі.

## Аматорська кар'єра
На чемпіонаті світу 1978 став бронзовим призером.
- В 1/8 фіналу переміг Коічі Коба (Японія) — 5-0
- У чвертьфіналі переміг Георгія Георгієва (Болгарія) — 3-2
- У півфіналі програв Хорхе Ернандесу (Куба) — 1-4

На Панамериканських іграх 1979 переміг Едуардо Круса (Еквадор) і Едуардо Бургоса (Чилі) та програв у фіналі Ектору Раміресу (Куба), завоювавши срібну медаль.
Того ж року переміг трьох суперників і став переможцем Кубку світу 1979.
Кваліфікувався до Олімпійської збірної США на Олімпійські ігри 1980, але не зміг брати участь у змаганнях через бойкот літніх Олімпійських ігор 1980 року.

## Професіональна кар'єра
На профірингу дебютував 1980 року. Впродовж двох років виграв свої перші десять поєдинків нокаутом. Впродож 1982—1983 років здобув ще дванадцять перемог. 7 квітня 1984 року вийшов на бій проти чемпіона WBA у легшій вазі Джеффа Чендлера (США), переміг технічним нокаутом у п'ятнадцятому раунді та став новим чемпіоном світу. Провів два успішних захиста, після чого здобув ще чотири перемоги у нетитульних боях.
10 березня 1986 року вийшов на захист титулу проти Габі Канісалеса (США). Сандовал перед боєм мав проблеми зі скиданням зайвої ваги, в бою почувався послабленим і зазнав чотирьох нокдаунів, але боровся до п'ятого нокдауну, який стався в сьомому раунді, після чого рефері зупинив бій, зафіксувавши перемогу Канісалеса.
Він втратив свідомость через кілька хвилин після бою, зупинивши дихання приблизно на три хвилини. Медики терміново доставили його до лікарні, але наступні кілька ночей він залишався у критичному стані. Йому зробили операцію на головному мозку, яка врятувала життя, але неминучим наслідком стало те, що Сандовал був змушений завершити кар'єру.